# همه‌چیز را اعتراف کن
همه چیز را اعتراف کن (به انگلیسی: Come Clean) یک فیلم کمدی کوتاه به کارگردانی جیمز دبلیو هورن است که در سال ۱۹۳۱ منتشر شد.

## خلاصه داستان
آقا و خانم هاردی قصد دارند شب آرامی را در کنار هم و در منزلشان بگذرانند. در این حین، لورل و همسرش به آپارتمان آن‌ها می‌آیند. لورل که هوس بستنی کرده‌است، به همراه هاردی، برای خرید بستنی بیرون می‌زنند، اما در راه، زنی را می‌بینند که گویا قصد خودکشی دارد. لورل و هاردی این زن غرغرو و آب‌زیرکاه را نجات می‌دهند، اما زن، از این نجات‌یافتن ناراضی است و آن‌ها را تا منزل دنبال کرده و تهدید می‌کند که یا باید از او نگهداری کنند یا برایشان دردسر ایجاد خواهد کرد. لورل و هاردی یک شبِ آشفته و پردردسر در پیش دارند تا این زن را از چشم همسرانشان دور نگه دارند و ماجرا را حل و فصل کنند.

## بازیگران
- استن لورل
- اولیور هاردی
- گرترود آستور
- می بوش
- چارلی هال
- تاینی سندفورد
- گوردون داگلاس